# 北达科他大学系统
北达科他大学系统（North Dakota University System, NDUS）是美国北达科他州的公立大学系统。所有北达科他州的公立高等教育机构都属于北达科他大学系统，其中包括两所研究型大学、四所区域性大学，以及五所社区学院。该系统下辖的各高等教育机构中共有35,000名学生。

## 下属成员
研究型大学
- 北达科他州立大学，位于法戈
- 北达科他大学，位于大福克斯

区域性大学
- 迪金森州立大学，位于迪金森
- 梅维尔州立大学（英语：Mayville State University），位于梅维尔
- 迈诺特州立大学（英语：Minot State University），位于迈诺特
- 谷市州立大学（英语：Valley City State University），位于谷市

社区学院
- 俾斯麦州立学院（英语：Bismarck State College），位于俾斯麦
- 湖区州立学院（英语：Lake Region State College），位于魔鬼湖
- 达科他学院波特诺分校（英语：Dakota College at Bottineau），位于波特诺
- 北达科他州立科学学院（英语：North Dakota State College of Science），位于瓦佩顿
- 威利斯顿州立大学（英语：Williston State College），位于威利斯顿